# Hemicaranx amblyrhynchus
 Hemicaranx amblyrhynchus és una espècie de peix de la família dels caràngids i de l'ordre dels perciformes.

## Morfologia
Els mascles poden assolir els 50 cm de longitud total.

## Distribució geogràfica
Es troba des de Carolina del Nord (Estats Units) i el nord del Golf de Mèxic fins a Florianópolis (Brasil).